# Bocaparvovirus
 Bocaparvovirus  (bis 2015 Bocavirus) ist eine Gattung unbehüllter Viren aus der Familie  der Parvoviren (Parvoviridae); sie enthält derzeit 21 Virusarten. Bocaviren besitzen eine einzelsträngige DNA (ssDNA) als Genom. Der Name der Gattung leitet sich von den Anfangsbuchstaben der beiden Arten (Bovines Parvovirus und Canines Minute-Virus) ab. Im Jahre 2005 wurde ein humanes Parvovirus im Zusammenhang mit Atemwegsinfektionen bei Kindern entdeckt, das als Humanes Bocavirus der Gattung Bocavirus (jetzt Bocaparvovirus) zugeordnet wurde. Gegenwärtig gehören die zwischenzeitlich entdeckten, verschiedenen humanen Bocaparvoviren den Arten Primaten-Bocaparvovirus 1 und Primaten-Bocaparvovirus 2 an. Die Vielfalt der Spezies und Subspezies innerhalb der Gattung ist in der Verbreitung in unterschiedlichen Wirtsspezies begründet, sowie der Rekombination verschiedener Virusspezies.

## Morphologie
Die Virionen der Gattung Bocaparvovirus sind etwa 18–24 nm im Durchmesser große, unbehüllte Partikel. Diese nackten, ikosaedrischen Kapside sind aus 60 Molekülen (T=1) der Virusproteine VP1 und VP2 zusammengesetzt. Die verpackte DNA ist zum Teil nicht vollständig vom Kapsid umschlossen, so dass ein Teil des DNA-Stranges aus dem Partikel herausragen kann.

## Genom
Die Viren der Gattung Bocaparvovirus sind zwischen 5,1 und 5,5 kb groß und bestehen aus einem linearen Strang einer einzelsträngigen DNA. Diese kann in beiden Polaritätsformen (sense und antisense) und unterschiedlichen Mengen von den Virionen verpackt werden. An beiden Enden der Genome befinden sich nicht-identische, zu Haarnadelstrukturen geformte Palindrome, die bei der Vermehrung der Nukleinsäure in der Zelle zu einer komplementären Paarung der DNA-Stränge beitragen und die Replikation einleiten. In der vorderen Hälfte des Genoms befindet sich der Leserahmen für die Nicht-Strukturproteine (NS, z. B. die Rep-Proteine), in der hinteren Hälfte für die Strukturproteine (VP, viral protein). In der Mitte liegt ein kleiner überlappender Leserahmen, der für ein nukleäres Protein codiert (NP-1) und der Promotor-ähnliche Sequenzen enthält. Die eigentlichen funktionellen Promotorregionen sind noch ungeklärt.
Die Nukleotid-Sequenzen für das NS1 und das VP1 der bovinen und caninen Spezies zeigen eine Ähnlichkeit von 34 bzw. 41 %. Diese Sequenzen wiederum sind deutlich von allen anderen Spezies der Unterfamilie Parvovirinae verschieden und bilden so eine eigene Gruppe.

## Biologische Eigenschaften
Die Spezies sind nach bisheriger Kenntnis streng auf einen einzigen Wirt spezialisiert und zeigen deutliche antigenetische Unterschiede. Die Übertragung geschieht durch Schmierinfektion bzw. Tröpfcheninfektion über die Atemwege.

## Systematik
Die Gattung Bocaparvovirus umfasst nach ICTV-Stand Oktober 2018 die folgenden Spezies, ergänzt um eine Anzahl zugehöriger Virusisolate:
- Unterfamilie Parvovirinae

- Gattung Bocaparvovirus (früher Bocavirus)

- Spezies Carnivoren-Parvovirus 1 (en. Carnivore bocaparvovirus 1)

- Canines Canines Bocavirus (alias Canines Minute-Virus, en. Minute Virus of Canines, MCV)

- Spezies Carnivoren-Parvovirus 2 (en. Carnivore bocaparvovirus 2)

- Canines Bocavirus 1

- Spezies Carnivoren-Parvovirus 3 (en. Carnivore bocaparvovirus 3)

- Felines Bocavirus

- Spezies Carnivoren-Parvovirus 4 (en. Carnivore bocaparvovirus 4)
- Spezies Carnivoren-Parvovirus 5 (en. Carnivore bocaparvovirus 5)
- Spezies Carnivoren-Parvovirus 6 (en. Carnivore bocaparvovirus 6)
- Spezies Robben-Bocaparvovirus 1 (en. Pinniped bocaparvovirus 1)

- Kalifornisches-SeelöwenBocavirus 1 und 2

- Spezies Robben-Bocaparvovirus 2

- Kalifornisches-SeelöwenBocavirus 3

- Spezies Primaten-Bocaparvovirus 1 (en. Primate bocaparvovirus 1)

- Gorilla-Bocavirus
- Humanes Bocavirus 1
- Humanes Bocavirus 3

- Spezies Primaten-Bocaparvovirus 2

- Humanes Bocavirus 2a
- Humanes Bocavirus 2b
- Humanes Bocavirus 2c
- Humanes Bocavirus 4

- Spezies Paarhufer-Bocaparvovirus 1 (en. Ungulate bocaparvovirus 1)

- Bovines Parvovirus

- Spezies Paarhufer-Bocaparvovirus 2

- Porzines Bocavirus 1 und 2

- Spezies Paarhufer-Bocaparvovirus 3

- Porzines Bocavirus SX

- Spezies Paarhufer-Bocaparvovirus 4

- Porzines Bocavirus H18

- Spezies Paarhufer-Bocaparvovirus 5

- Porzines Bocavirus 3, 4-1 und 4-2

- Spezies Paarhufer-Bocaparvovirus 6
- Spezies Fledermaus-Bocaparvovirus 1 (en. Chiropteran bocaparvovirus 1)
- Spezies Fledermaus-Bocaparvovirus 2
- Spezies Fledermaus-Bocaparvovirus 3
- Spezies Fledermaus-Bocaparvovirus 4
- Spezies Hasenartigen-Bocaparvovirus 1 (en. Lagomorph bocaparvovirus 1)
- Spezies Robben-Bocaparvovirus 1 (en. Pinniped bocaparvovirus 2)
- Spezies Robben-Bocaparvovirus 2

Der Gattung wird noch eine Anzahl derzeit unklassifizierter Spezies und Virusisolate zugeordnet (darunter Isolate bei Fledermäusen, Füchsen, Hausschweinen, Hasenartigen und Ratten).